# NGC 1882
NGC 1882 ist die Bezeichnung eines offenen Sternhaufens im Sternbild Dorado. Das Objekt wurde am 3. Januar 1837 von John Herschel entdeckt.